# Intercommunale Vlaanderen-Leiedal
De Intercommunale Vlaanderen-Leiedal (Frans: Communauté de communes Flandre Lys) is een Franse intercommunale structuur die gelegen is het Noorderdepartement (arrondissement Duinkerke) en het departement Pas-de-Calais (arrondissement Béthune) in de regio Hauts-de-France in het zuiden van de Franse Westhoek.

## Samenstelling
De Intercommunale Vlaanderen-Leiedal bestaat uit de 8 deelnemende gemeenten :

Gemeenten aangesloten bij de CC Flandre Lys

| - Fleurbaix (arr. Béthune, dep. Pas-de-Calais) - La Gorgue - Haverskerke - Laventie (arr. Béthune, dep. Pas-de-Calais) - Lestrem (arr. Béthune, dep. Pas-de-Calais) - Meregem - Sailly-sur-la-Lys (arr. Béthune, dep. Pas-de-Calais) - Stegers |

## Geschiedenis
- 31 december 1992 : Oprichting Intercommunale Vlaanderen-Leiedal
- 13 mei 1993 : 4 gemeenten: Stegers, Haverskerke, De Gorge, Meregem
- december 1993 : De gemeente Zoeterstee treedt toe tot de intercommunale
- 5 oktober 1995 : Zoeterstee treedt uit de intercommunale
- 18 april 2001 : Oprichting gezamenlijk kantoor voor de intercommunale
- 1 januari 2003 : Toetreding van drie gemeenten uit het departement Pas-de-Calais: Fleurbaix, Laventie en Lestrem
- 1 januari 2014 : Toetreding van de gemeente Sailly-sur-la-Lys tot de intercommunale